# Laukaa
Laukaa este o comună din Finlanda.